# Waschhaus (Châtillon-sous-les-Côtes)

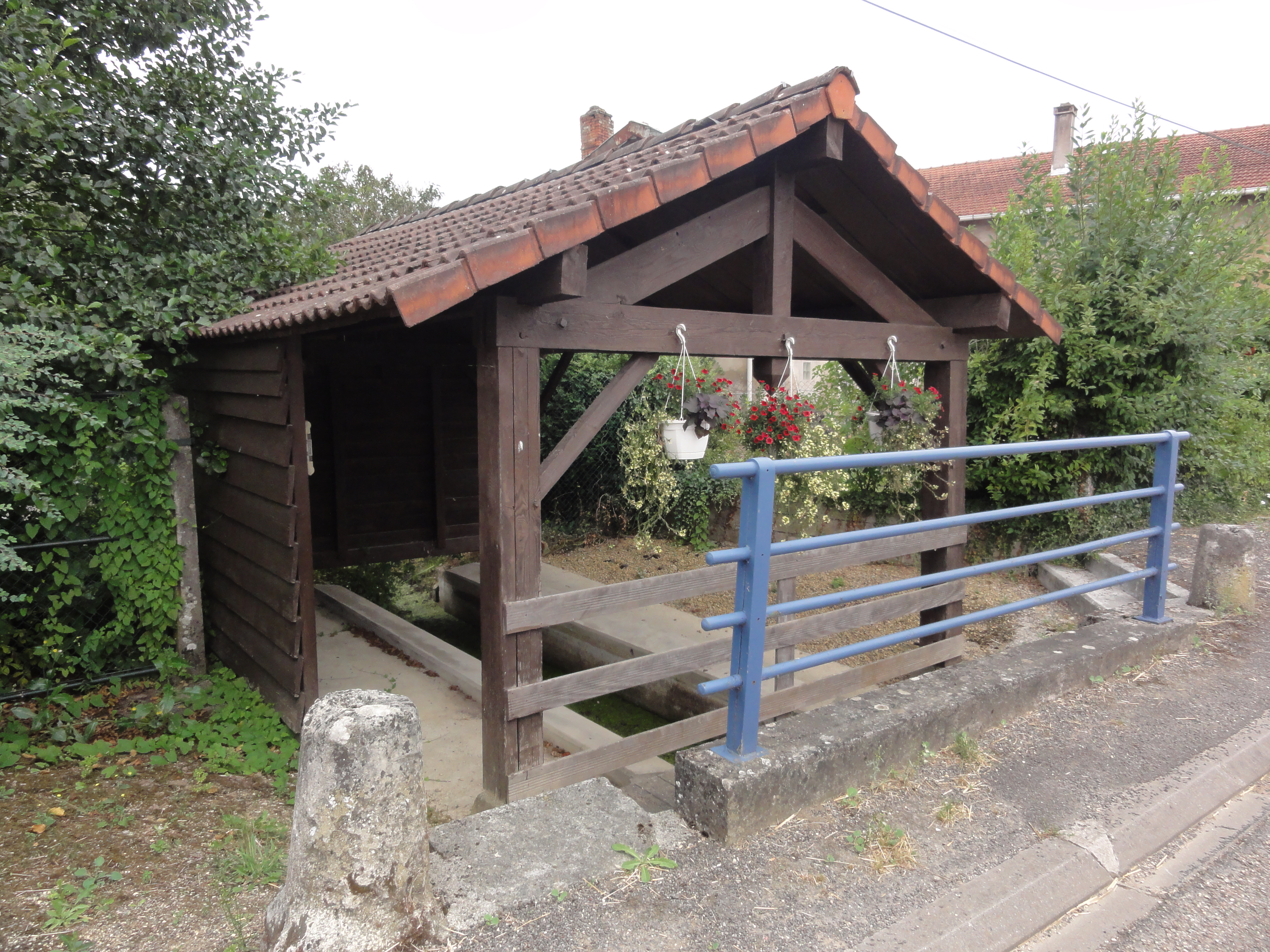
Waschhaus in Châtillon-sous-les-Côtes

Das öffentliche Waschhaus (französisch lavoir) in Châtillon-sous-les-Côtes, einer französischen Gemeinde im Département Meuse in der Region Grand Est, wurde 1830 errichtet und nach den Zerstörungen im Ersten Weltkrieg wiederaufgebaut. 
Das kleine Waschhaus am Bach Long pré besteht aus einer Holzkonstruktion mit Satteldach.